# كارول أوينز
كارول أوينز (بالإنجليزية: Carol Owens) هي لاعبة الاسكواش أسترالية، ولدت في 4 يونيو 1971 في ملبورن في أستراليا.

## وصلات خارجية
- كارول أوينز على موقع SquashInfo.com (الإنجليزية)
- كارول أوينز على موقع اللجنة الأولمبية النيوزيلندية (الإنجليزية)
- كارول أوينز على موقع اتحاد ألعاب الكومنولث (مؤرشف) (الإنجليزية)
- كارول أوينز على موقع اتحاد ألعاب الكومنولث (مؤرشف) (الإنجليزية)